# Asticta innocens
Asticta innocens är en fjärilsart som beskrevs av Krulikovski. Asticta innocens ingår i släktet Asticta och familjen nattflyn. Inga underarter finns listade i Catalogue of Life.